# 화산호

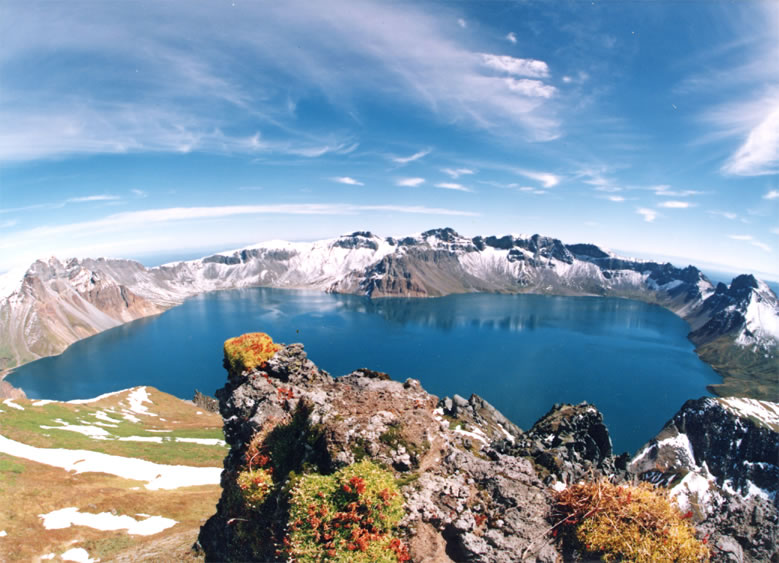
백두산 천지

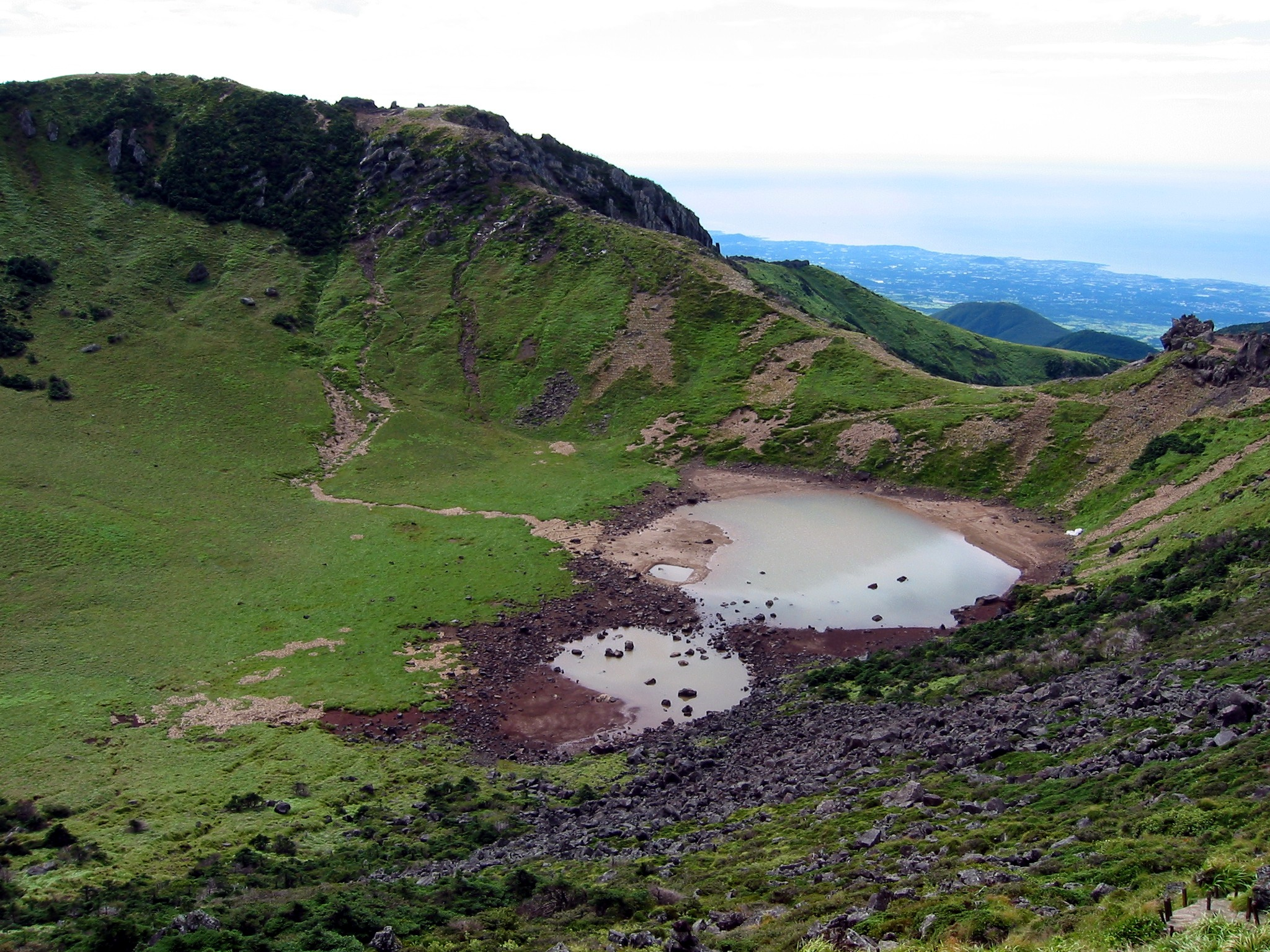
한라산 백록담

화산호(火山湖), 또는 화구호(火口湖)는 화산의 화구에 물이 고여 생긴 호수이다. 화산 분화구에서 용암이 분출된 뒤 활동이 멈추면서 바닥이 막히고 그 위로 물이 고여 호수가 형성된다. 한국에서, 화산호의 대표적인 예는 대한민국 한라산의 백록담과 백두산의 천지이다. 칼데라호는 화산호의 한 종류이다.

## 개요
화구호는 화산의 분화구에 물이 고여서 형성된 호수를 말한다. 널리 알려진 조선민주주의인민공화국 백두산의 천지가 있지만 지반이 안정된 대한민국에는 한라산의 백록담, 물장오리오름 외에는 극히 소규모의 화구호가 몇 있을 뿐이다.
화구호는 극히 단순한 형태를 이루는데, 원형에 가깝고 소형의 것이 많다. 호안(湖岸)은 급한 경사를 이루고 있으나 중앙부는 평탄한 호저를 이루고, 면적에 비하여 심도가 크다. 영양염류가 적은 빈영양호가 보통이고, 백두산의 천지처럼 온천과 분기(噴氣)의 영향으로 강산성이거나 또는 다량의 염분을 포함하는 지역도 있다.

## 구분
일반적으로 화구에 물이 고인 것을 화산호라고 하는데, 특히 분화구가 침강하여 생긴 칼데라에 형성된 호수는 칼데라호라고 한다. 일반적인 화산호의 직경은 1 Km를 넘지 않지만, 칼데라호의 직경은 대개 수 킬로미터에 달한다.

## 같이 보기
- 천지
- 백록담
- 칼데라
- 물장오리오름